# John Hawtrey
John Hawtrey (Eton, 17 luglio 1850 – 17 agosto 1925) è stato un calciatore inglese, di ruolo portiere.

## Biografia
Nasce all'Eton College, dove suo padre, il reverendo John William Hawtrey, insegnava. Suo fratello minore, Sir Charles Henry Hawtrey, era un attore.

## Carriera

### Club
Tra il 1878 e il 1881 gioca a livello amatoriale con la squadra calcistica dell'Old Etonians. Con questo club raggiunge la finale di FA Cup nel 1879, sconfiggendo in finale il Clapham Rovers Football Club per 1-0

### Nazionale
Il 26 febbraio 1881 scende in campo a Blackburn con la Nazionale inglese per sfidare il Galles, incontro che finisce 0-1 per i gallesi. Il 12 marzo seguente gioca un'altra amichevole, questa volta in quel di Lamberth (Londra), contro la Scozia: la partita termina 6-1 per la Nazionale scozzese.

## Palmarès

### Club

#### Competizioni nazionali
- Coppa d'Inghilterra: 1

Old Etonians: 1878-1879